# Northrop X-21
Northrop X-21A là một loại máy bay thử nghiệm được thiết kế để thử nghiệm cánh. Được chế tạo dựa trên khung thân của máy bay Douglas WB-66D.

## Tính năng kỹ chiến thuật (X-21A)

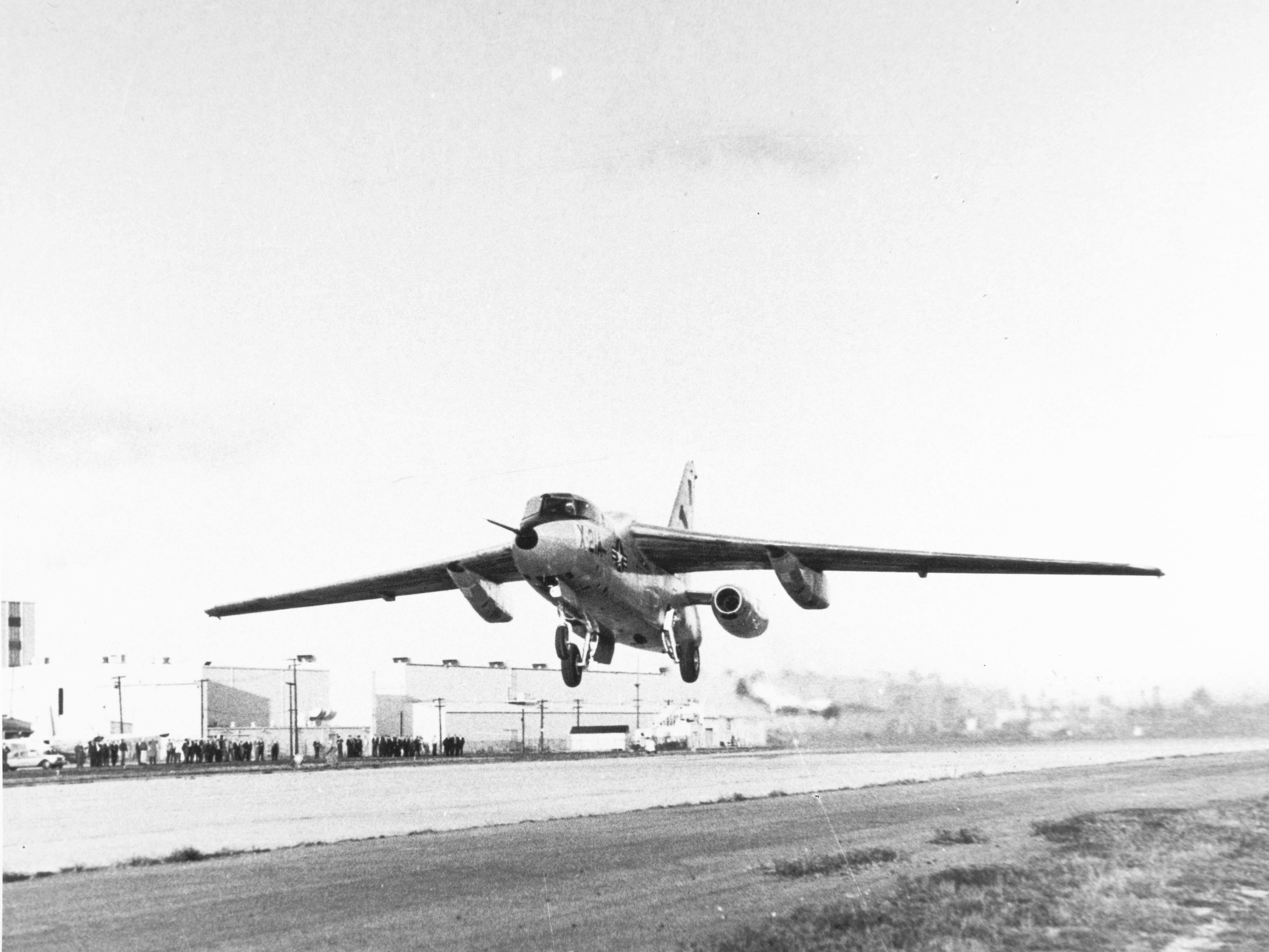
X-21A trong chuyến bay đầu

Đặc điểm tổng quát
- Tổ lái: 5
- Chiều dài: 75 ft 3 in (22,94 m)
- Sải cánh: 93 ft 6 in (28,51 m)
- Chiều cao: 25 ft 7 in (7,8 m)
- Diện tích cánh: 1.250 ft² (116,17 m²)
- Trọng lượng rỗng: 45.828 lb (20.783 kg)
- Trọng lượng có tải: 83.000 lb (37.727 kg)
- Động cơ: 2 × General Electric J79-GE-13 kiểu turbojet, 9.400 lbf (41,9 kN) mỗi chiếc

 Hiệu suất bay 
- Vận tốc cực đại: 487 kn (560 mph, 896 km/h)
- Tầm bay: 4.156 hải lý (4.780 mi, 7.697 km)
- Trần bay: 42.500 ft (12.957 m)